# Urmuz

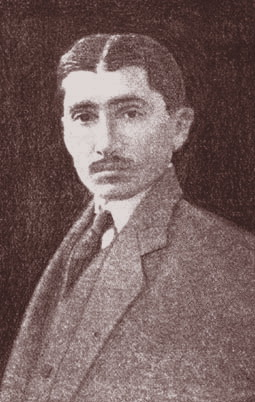
Urmuz

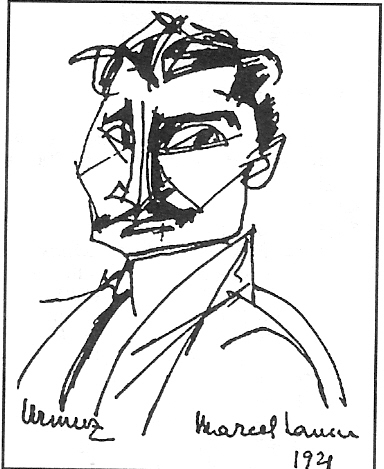
Urmuz - dibujo de Marcel Iancu

Urmuz, seudónimo de Demetru Dem. Demetrescu-Buzău (17 de marzo de 1883, Curtea de Argeş-23 de noviembre de 1923, Bucarest), fue un escritor de humor surrealista y vanguardista en prosa.

## Biografía
En su juventud, soñaba con ser compositor; le gustaba leer ciencia ficción y literatura de viajes. Durante sus años en la Escuela Secundaria Gheorghe Lazăr, hizo amistad con George Ciprian (quien escribió después una memoria cariñosa sobre Urmuz, en la que registró algunas de sus obras de memoria) y Vasile Voiculescu.
Estudió Derecho y después de licenciarse, fue juez en Argeş y en los condados de Tulcea, así como en Târgovişte. Participó en la intervención militar rumana en Bulgaria, durante la segunda guerra de los Balcanes (1913), y fue luego un vendedor de corte en la  Tribunal Superior de Casación y Justicia en Bucarest.
Empezó a escribir solo para entretener a sus hermanos y hermanas, imitando los clichés de la prosa contemporánea. Sus textos fueron notados por Tudor Arghezi, que también era que le nombró Urmuz, y se publicó en 1922, en dos ediciones consecutivas de la Cugetul românesc magazine - con su Pâlnia şi Stamate ("El Embudo y Stamate"), una corta "anti-prosa" que tiene subtítulo irónico "una novela en cuatro partes". Se basaba en una serie de sofisticados calambures usando los significados dobles de algunas palabras en rumano, tales como: los hombres que descienden de los monos como lo harían de una planta a otra; una mesa sin patas - que es compatible con cálculos y probabilidades; las paredes que, "de acuerdo con las costumbres orientales", tener cosméticos se les aplica cada mañana o, alternativamente, se miden con una brújula, para que no se reduciría al azar (the first of the wordplays here is on the antiquated verb a sulemeni - "to paint"  well as "to apply makeup").
Tal vez su mejor obra sea Ismail şi Turnavitu ("Ismail y Turnavitu"), que puede ser entendida como una precursora del Teatro del Absurdo y Eugène Ionesco.
Se suicidó al año siguiente, sin dar ningún motivo de su gesto. Aparentemente, había tenido la intención de morir en su principio, "sin causa".

## El papel de Urmuz
Sus escritos ganaron una gloria póstuma. Tuvieron una influencia importante sobre la literatura vanguardista rumana posterior. Saşa Pană imprimió una colección de sus trabajos en 1930, y Geo Bogza publicó una revista que lleva su nombre. Eugène Ionesco continuó explorando la literatura de lo absurdo, considerando que Urmuz es uno de los precursores de la "tragedia de la lengua".
Urmuz estaba más cerca del espíritu de Dadá (aunque al parecer, nunca se enteró de ello), a través de su gusto por la creación de caracteres mecánicos al azar en un lugar de una oposición surrealista a la lucidez. Su obra es, por tanto, una exploración de todos los días, pero no obstante los sucesos grotescos, después de haber examinado a través de límites con una bufonada característica.

## Trabajos

### Pagini bizare
- Pâlnia şi Stamate (Roman în patru părţi)
- Ismail şi Turnavitu
- Emil Gayk
- Plecarea în străinătate
- Cotadi şi Dragomir
- Algazy & Grummer
- După furtună

### Póstumos
- Cronicari
- Fuchsiada
- Puţină metafizică şi astronomie (Poem eroico-erotic şi muzical, în proză)

### Traducciones
- Algazy y Grummer

En la actualidad existe una nueva traducción de "Pagini Bizare" en español llamada "Páginas extrañas" editada por Ediciones Crusoe. Madrid 2010.